# Malandena suturalis
Malandena suturalis är en snäckart som först beskrevs av Nils Hjalmar Odhner 1917.  Malandena suturalis ingår i släktet Malandena och familjen Helicarionidae. Inga underarter finns listade i Catalogue of Life.